# Pluto (groupe)
Pour les articles homonymes, voir Pluto.
Pluto est un groupe de rock alternatif portugais, originaire de Porto.

## Biographie
Le groupe est formé en 2002 et composé de Manel Cruz (chant et guitare), Peixe (guitare), Eduardo (basse) et Ruca (batterie), après la fin du groupe Ornatos Violeta. En 2004, ils sortent leur premier album, Bom Dia, duquel sont extraits les singles Só Mais Um Começo et Entre Nós. L'album atteint la 6e place des charts portugais. Le 29 janvier 2022, ils joueront à la salle de concert Maus Hábitos de Porto.
Leur style musical se rapproche d'un rock plus brut et plus lourd par rapport à l'ancien groupe du chanteur et du guitariste, Ornatos Violeta.

## Discographie
- 2004 : Bom Dia